# Nürnberger Reichswald
Nürnberger Reichswald este o arie protejată (arie de protecție specială avifaunistică — SPA) din Germania întinsă pe o suprafață de 38.191,61 ha, integral pe uscat.

## Localizare
Centrul sitului Nürnberger Reichswald este situat la coordonatele 49°21′37″N 11°13′21″E / 49.3603°N 11.2225°E.

## Înființare
Situl Nürnberger Reichswald a fost declarat arie de protecție specială avifaunistică în septembrie 2006 pentru a proteja 22 de specii de animale.

## Biodiversitate
Situată în ecoregiunea continentală, aria protejată nu include niciun habitat protejat.
La baza desemnării sitului se află mai multe specii protejate de  păsări (22): uliu porumbar (Accipiter gentilis gentilis), minunița (Aegolius funereus), pescăruș albastru (Alcedo atthis), fâsă de pădure (Anthus trivialis), cocoșul de mesteacăn (Bonasa bonasia), buha (Bubo bubo), caprimulg (Caprimulgus europaeus), erete de stuf (Circus aeruginosus), porumbel de scorbură (Columba oenas), ciocănitoarea de stejar (Dendrocopos medius), ciocănitoare pestriță mică (Dendrocopos minor), ciocănitoare neagră (Dryocopus martius), muscar-gulerat (Ficedula albicollis), muscar (Ficedula parva), ciuvică (Glaucidium passerinum), capîntortură (Jynx torquilla), sfrâncioc roșiatic (Lanius collurio), ciocârlie de pădure (Lullula arborea), grangur (Oriolus oriolus), viespar (Pernis apivorus), ciocănitoare verzuie (Picus canus),  cocoș de munte (Tetrao urogallus).